# キム・アング
キンバリー・J・アング（Kimberly J. Ng,  1968年12月17日 - ）は、MLBのマイアミ・マーリンズのゼネラルマネージャー （GM）を務めた（2020年11月 - 2023年10月）。
MLB史上初めて「女性」及び「東アジア系」として編成トップとなった人物である。

## 経歴
インディアナ州インディアナポリスにて5人姉妹の長女として生まれる。学生時代はテニスやソフトボールをプレーしていた。シカゴ大学在学中の1990年よりインターンとしてシカゴ・ホワイトソックスのフロント入りし、翌1991年からはフルタイムの球団職員となった。ホワイトソックスには1996年まで在籍し、1997年はアメリカンリーグのオフィスに勤務した。
1998年3月からはニューヨーク・ヤンキースのGM補佐となってGMのブライアン・キャッシュマンを支え、同年からの3年連続ワールドシリーズ制覇に貢献した。
2002年から10年間はロサンゼルス・ドジャースでGM補佐を務めた。ドジャース退団後はどの球団にも所属せず、ヤンキースとドジャース在籍時の監督でMLB機構副会長であるジョー・トーリ直属の部下として働いた。その間にはシアトル・マリナーズやサンフランシスコ・ジャイアンツなど数球団のGMの面接を受けたが、就任までは至らなかった。
2020年11月13日、2021年シーズンよりマイアミ・マーリンズのGMに就任することが発表された。これによってMLBはもとより、アメリカ四大スポーツ史上初めて女性GMが誕生することとなった。GMとしての評価はトレードが上手い傾向にあることから、ファンから信頼されている。
2023年はワイルドカードでポストシーズンまで導く手腕を見せたが、敗退後に退任が発表された。